# 双湖県
双湖県（そうこ-けん）は中華人民共和国チベット自治区ナクチュ市の県の一つ。県政府所在地は措折羅瑪鎮。
双湖特別区を前身として2012年に設けられた。

## 行政区画
1鎮、6郷を管轄：
- 鎮：措折羅瑪鎮
- 郷：協徳郷、雅曲郷、嘎措郷、措折強瑪郷、多瑪郷、巴嶺郷

## 概要
広大な土地に人は稀、気候は寒冷にして乾燥しており、主に半荒漠の草場からなる。自然資源はホウ素、砂金、錫、クロム鉄鉱、岩塩、オイルシェール、玉石、雲母、紫水晶など。牧畜業ではヤク、綿羊、ヤギを飼育。カシミヤと扎加蔵布河の無鱗魚が特産。